# بنيامين جونز
بنيامين جونز (بالإنجليزية: Benjamin Jones (congressman))‏ (و. 1787 – 1861 م) هو سياسي من الولايات المتحدة الأمريكية ولد في وينشستر.
وهو عضو في الحزب الديمقراطي الأمريكي .